# Смєшной Григорій Герасимович
Григорій Герасимович Смєшной (нар. 4 березня 1920, Дорожинка — пом. невідомо) — український радянський скульптор; член Спілки радянських художників України.

## Біографія
Народився 4 березня 1920 року в селі Дорожинці (нині Голованівський район Кіровоградської області, Україна). Брав участь у німецько-радянській війні. Нагороджений орденом Вітчизняної війни ІІ ступеня (6 квітня 1985).
1951 року закінчив Ворошиловградське художнє училище, де навчався у Віктора Мухіна. Жив у Ворошиловграді, в будинку на вулиці Лобачевського, № 2.

## Творчість
Працював у галузі станкової та монументальної скульптури. Серед робіт:
- «Електрозварниця» (1961);
- «Володимир Ленін» (1961, у співавторстві з Василем Федченком, Іваном Чумаком та Олексієм Бірюковим);
- «Коліївщина» (1964);
- портрет командира «Партизанської іскри» Парфентія Гречаного (1965);
- «Біля Смольного» (1966).

Брав участь у республіканських виставках з 1961 року.